# Коряжма
Коря́жма — місто та однойменний міський округ Архангельської області Російської Федерації.
15 серпня 1985 указом Президії Верховної Ради РРФСР робітниче селище Коряжма перетворено на місто.
Місто розташоване на лівому березі річки Вичегда, за 835 км від Архангельська і за 12 км на схід від Сольвичегодська.
Територія міста збільшується: на початок 1985 площа займана містом становила 2 217 га, а на початок 1995 вже 5 011 га.
Міський округ «Місто Коряжма» розташований у межах самостійного муніципального утворення Архангельської області — Котласький муніципальний район.

## Історія
Датою заснування Коряжми прийнято вважати — 1535 рік, який зазначено в літописі міста Сольвичегодськ як рік заснування ченцем Лонгіно обителі — Ніколо-Коряжемського монастиря.
Після 1917, Коряжемський Миколаївський монастир було зачинено.
У 1921, Всеросійська конференція заводоуправлінь і фабкомів паперової промисловості у своєму рішенні записала Котлас серед районів для розвитку паперової промисловості. На грудневому пленумі ЦК ВКП (б) було зроблено повідомлення, що будівництво заводу розпочнеться в 1936 році і місцем його було названо майданчик біля села Коряжемка в Сольвичегодському районі Архангельської області.
З 1936, почали проводити дослідницькі роботи біля села Коряжемка, але тільки в 1954, розпочато будівельні роботи з будівництва паперового комбінату і робітничого селища Коряжма. У 1954, на будівництві працювало 359 робітників, ІТП і службовців, якими були побудовані близько 200 чотирьох-квартирних будинків, кілька десятків щитових гуртожитків. У березні 1957, утворена Коряжемська селищна рада. 14 серпня 1961, на комбінаті була виготовлена перша партія целюлози.
При перетворенні до міста Указом Президії Верховної Ради РРФСР від 15 серпня 1985 № 1215 Коряжмі присвоєно статус міста обласного підпорядкування. На цей час у місті було 5 мікрорайонів, 27 вулиць, 2 проспекти.
Муніципальне утворення «Місто Коряжма» 17 червня 1999 зареєстровано у Федеральному реєстрі Російської Федерації під № 000105. Адміністративного поділу в муніципальному утворенні немає. Статус муніципального утворення у відповідність із законом Архангельської області від 23 вересня 2004 — міський округ «Місто Коряжма».

## Промисловість
Сучасне життя міста пов'язана з Котлаським целюлозно-паперовим комбінатом, який є містоутворюючим підприємством, займаючи частку в 91,7 % від загального міського обсягу продукції і послуг. Також у місті є наступні підприємства:
- АТ «Котласький хімічний завод»
- АТ «Коряжемський комбінат промислових підприємств»
- АТ «Коряжемскій будівельний трест»
- підприємства побутового обслуговування, торгівлі, громадського харчування, хлібозавод, молокозавод.

## Галерея

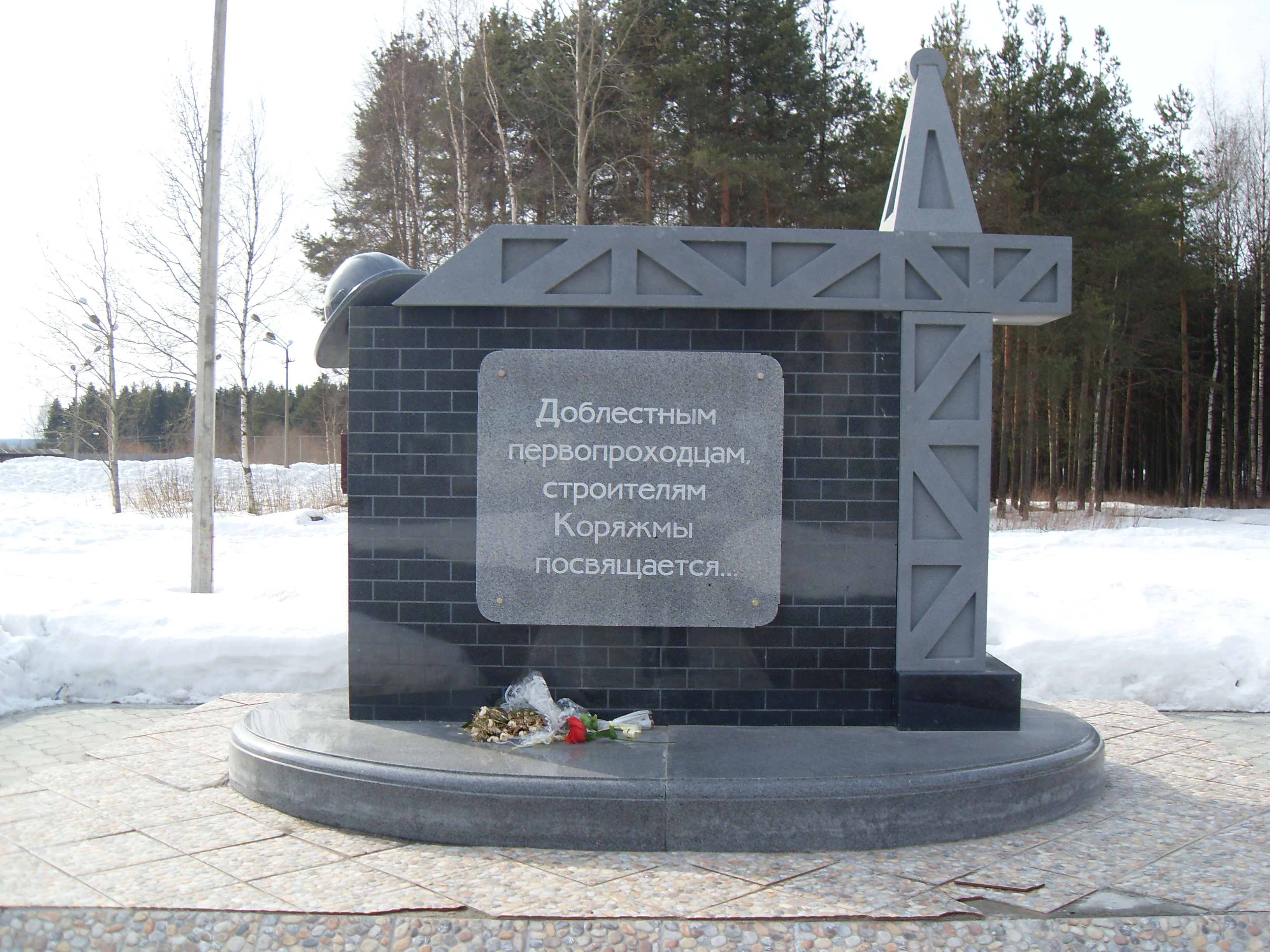
Пам'ятник будівельникам Коряжми
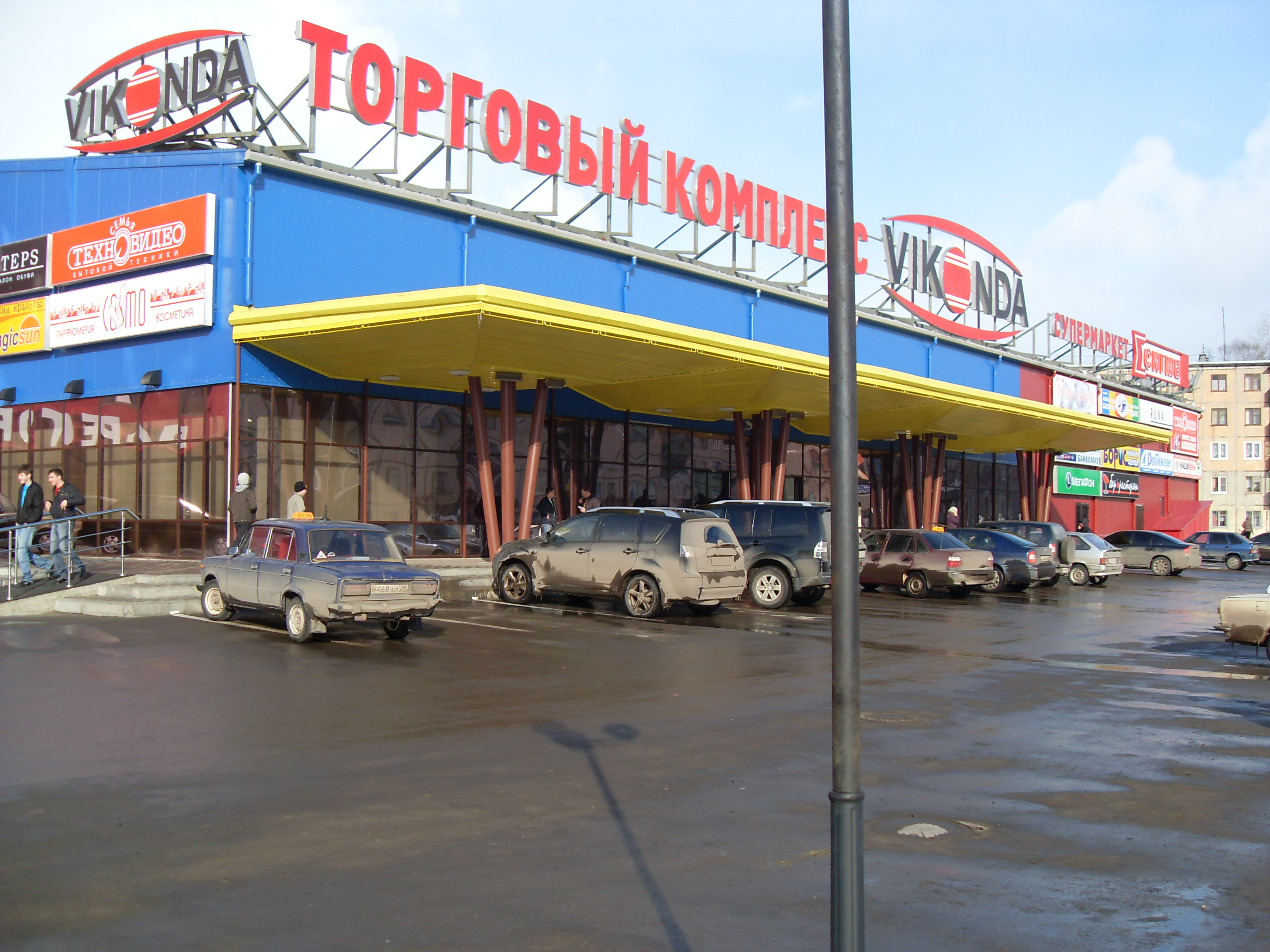
Торговий комплекс Vikonda, що збудований на місці кинотеатру Аврора
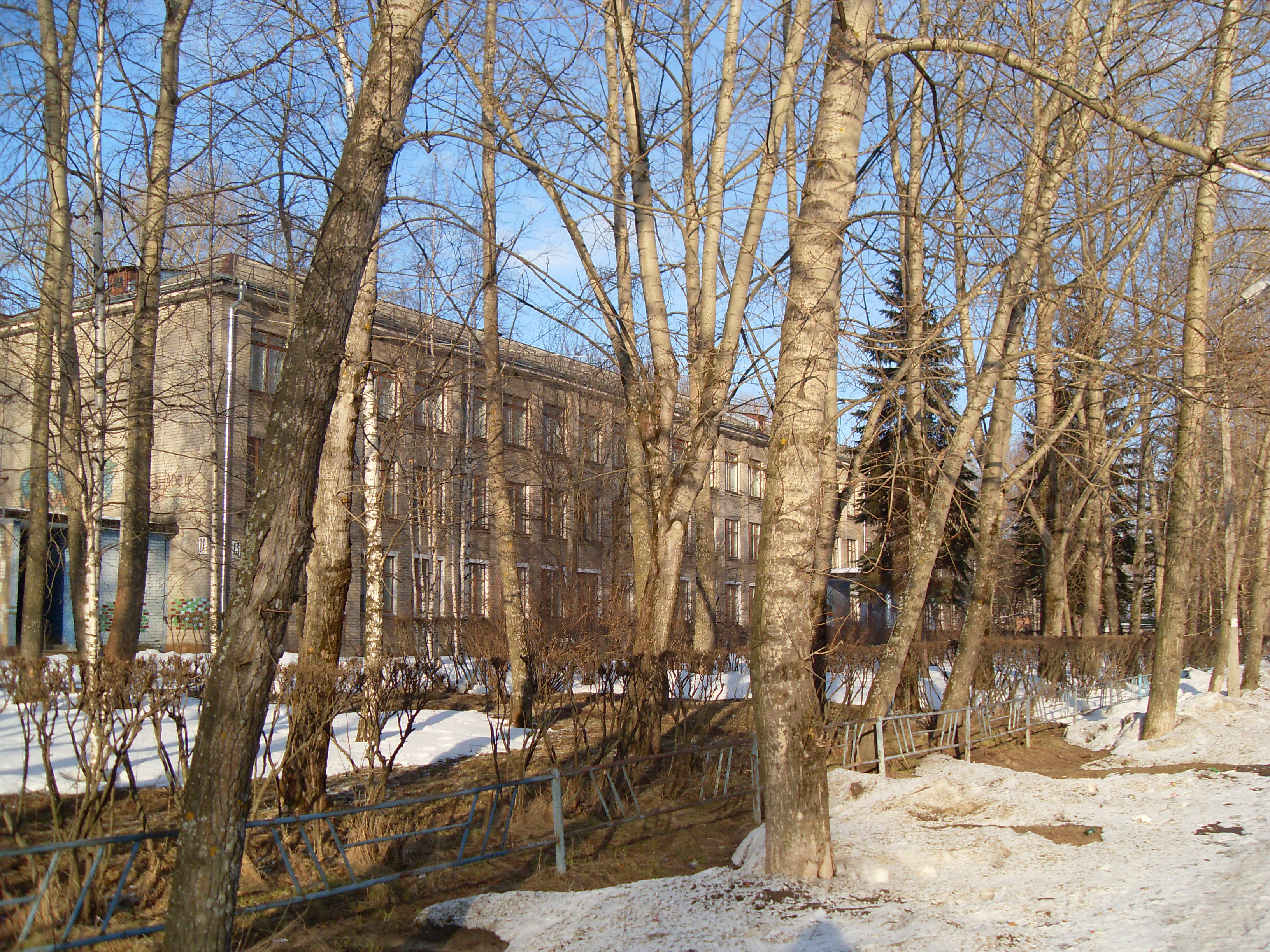
Школа N2
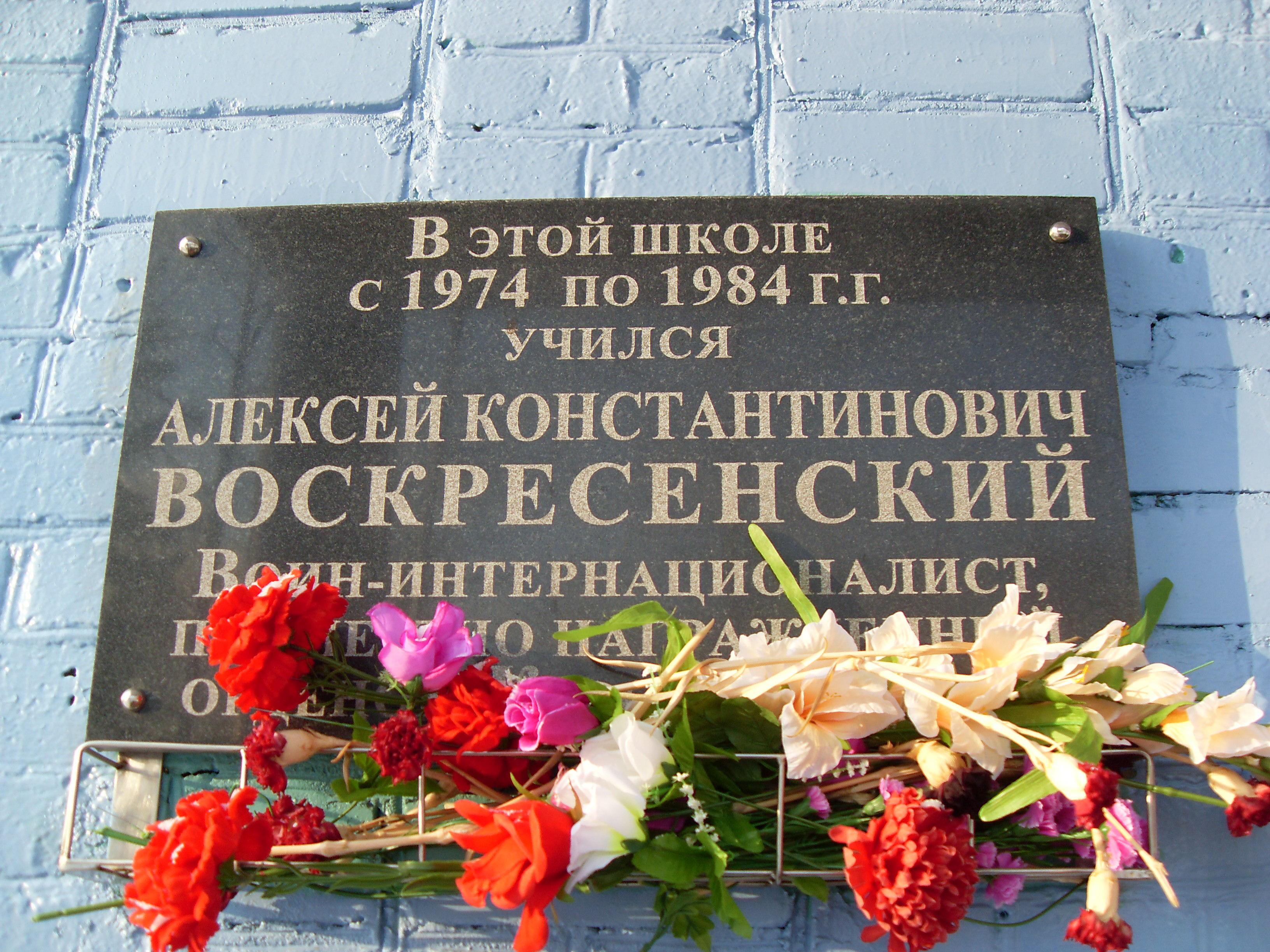
Меморіальна дошка на школі N2
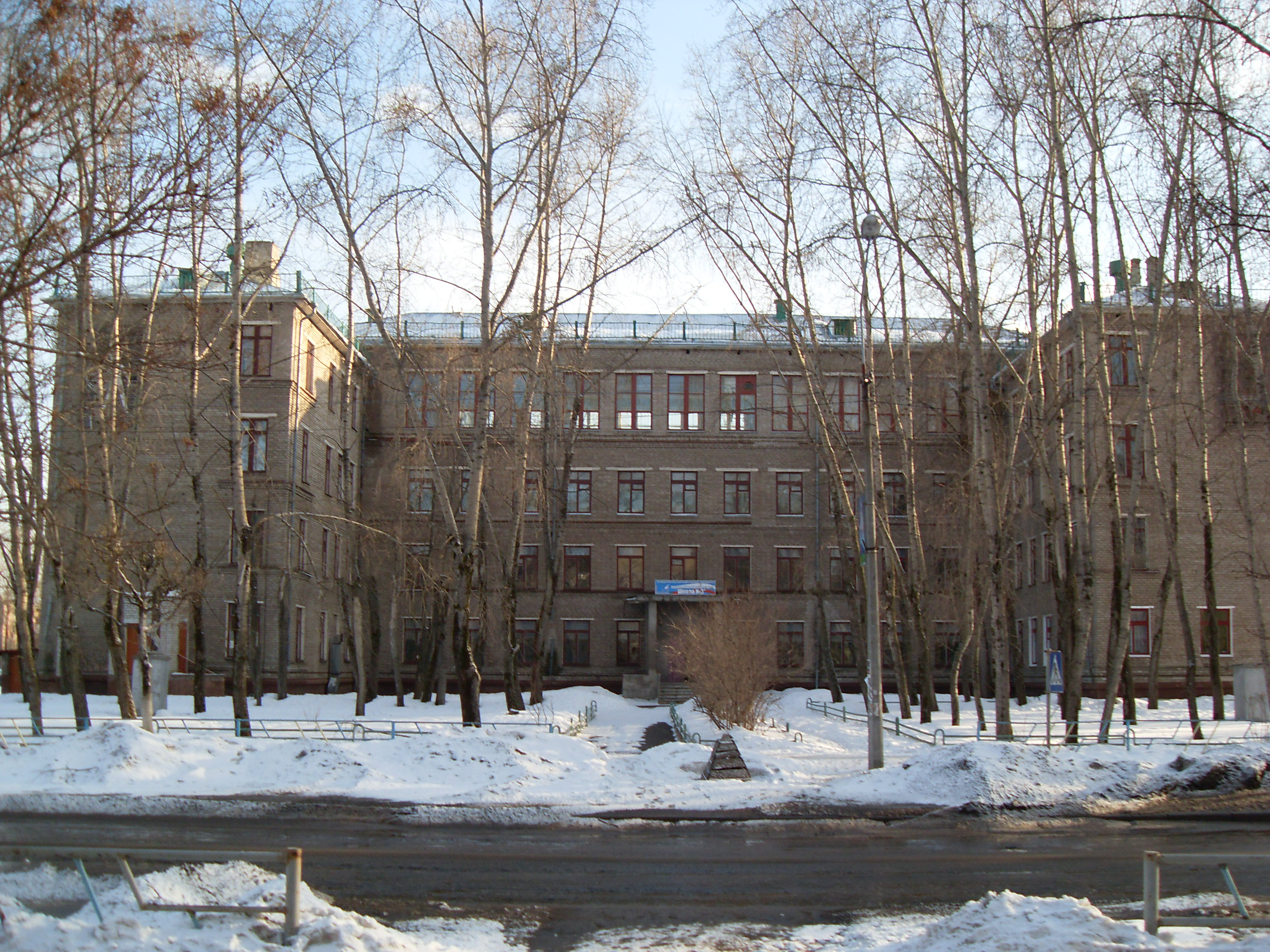
Школа N 3
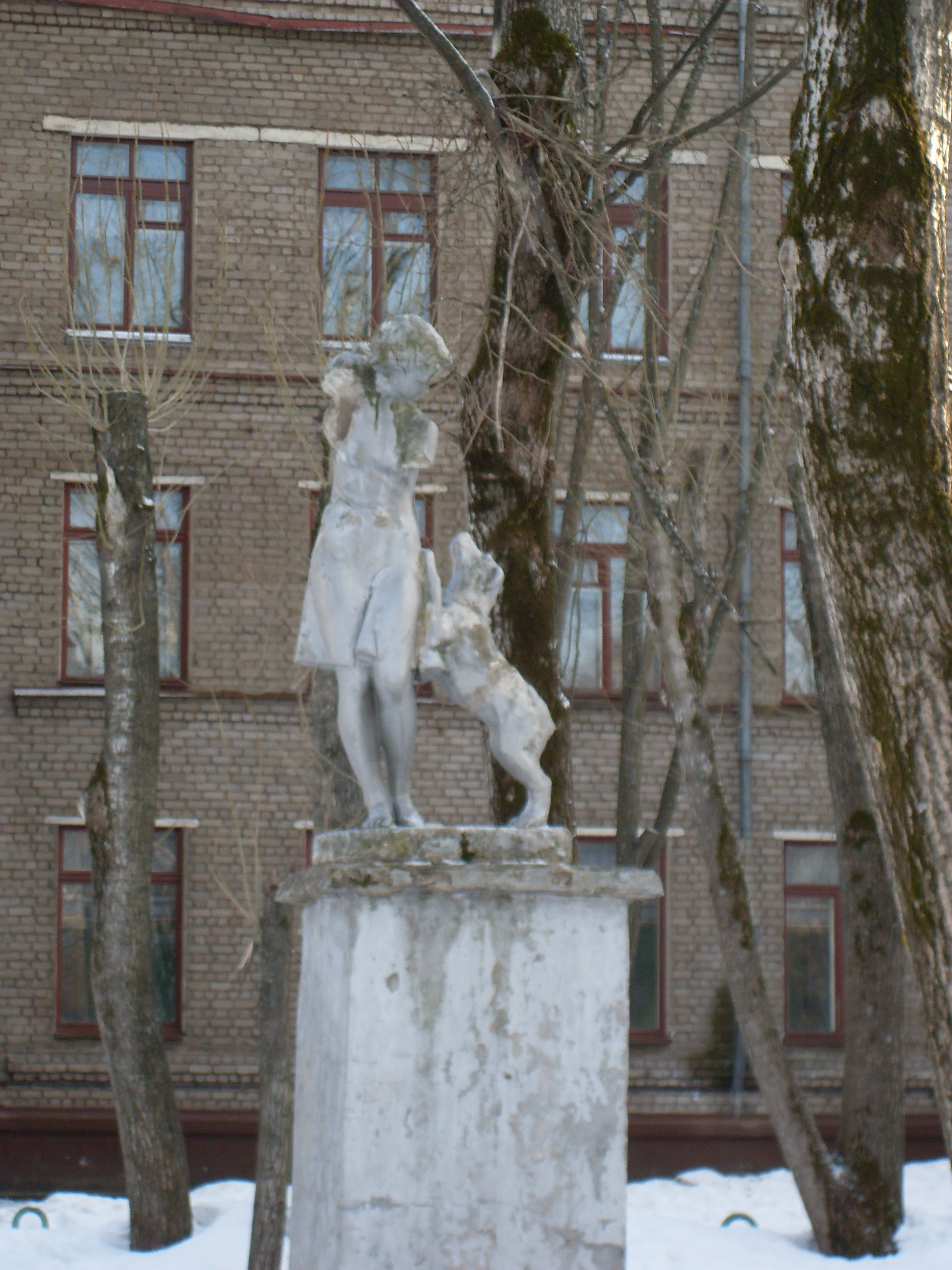
Скульптура в парку перед школою N3
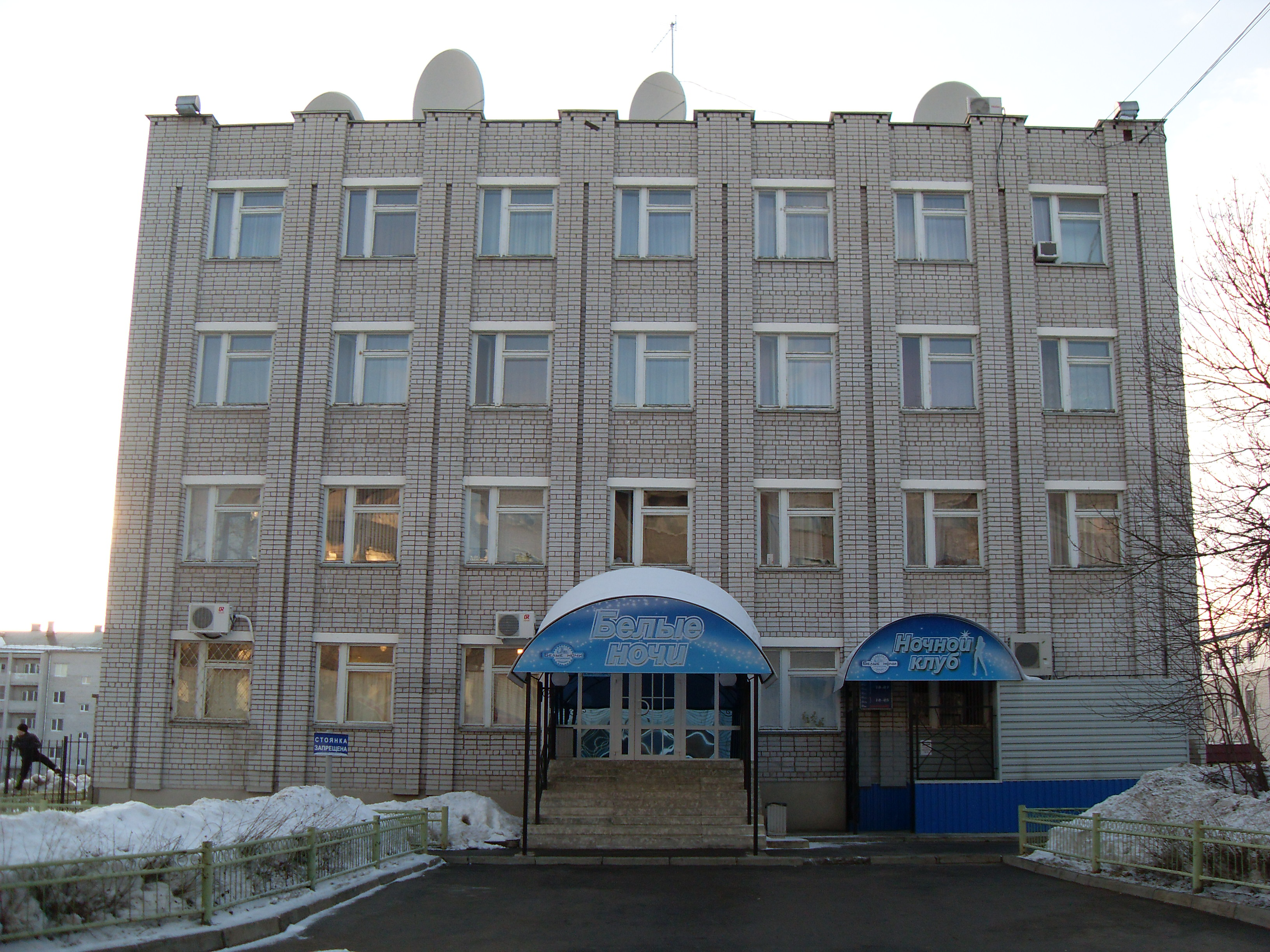
Гостиниця "Білі ночі"
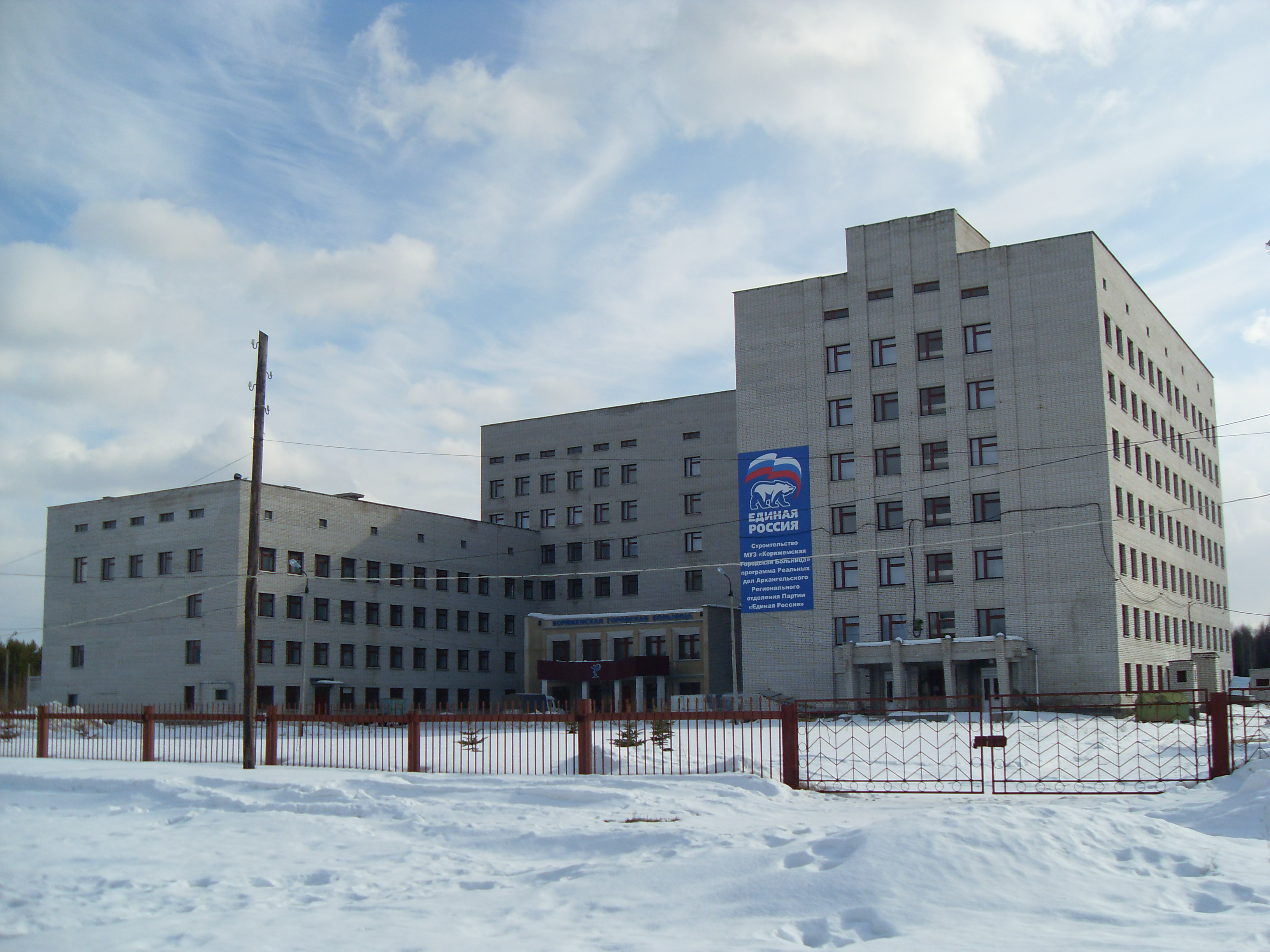
Медсанчастина
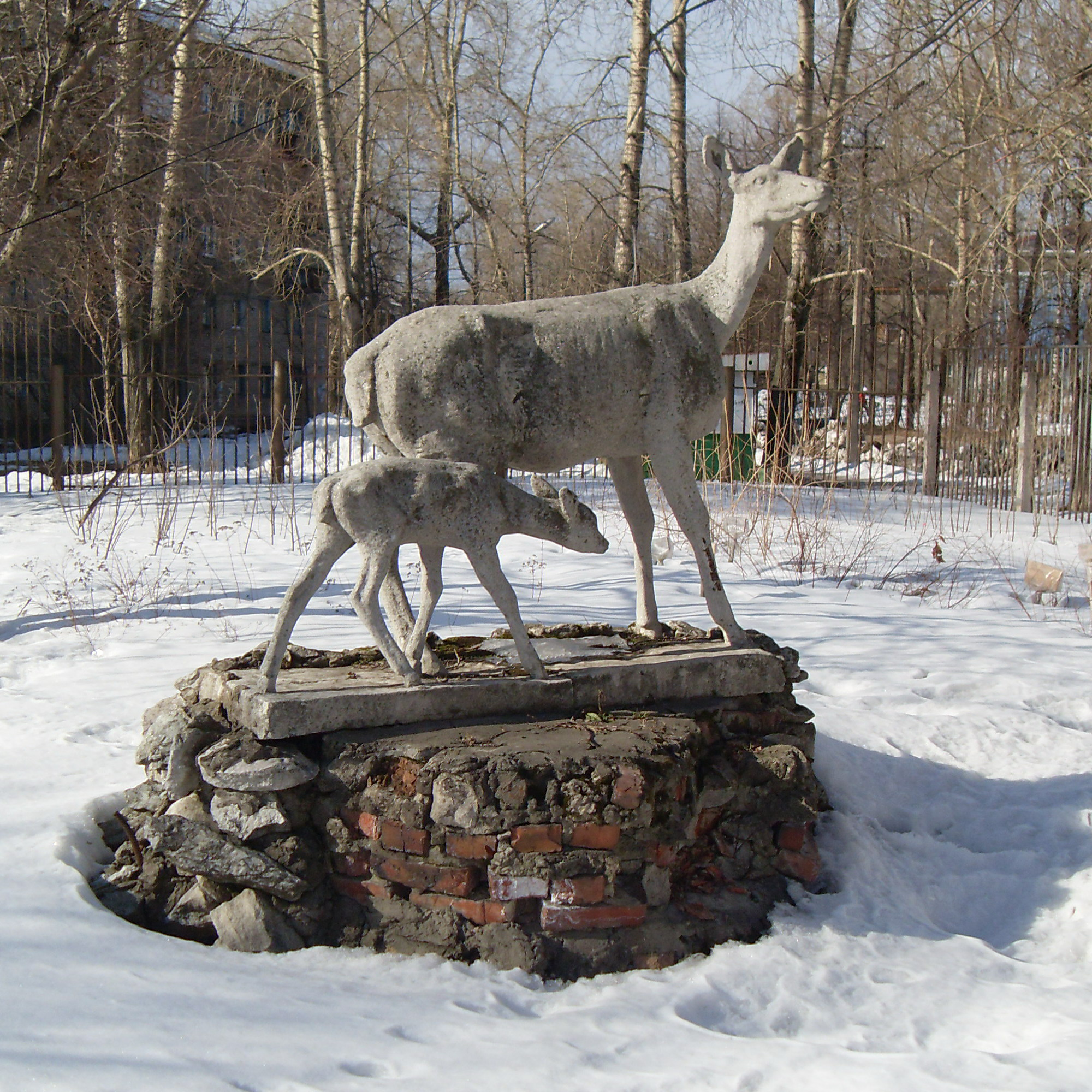
Скульптурна група оленів